# Vladimir Turcan
Vladimir Turcan (ur. 1954), mołdawski polityk, minister spraw wewnętrznych w latach 1999–2001.

## Życiorys
Vladimir Turcan jest członkiem Partii Komunistów Republiki Mołdawii. Od 21 grudnia 1999 do 20 kwietnia 2001 Turcan zajmował stanowisko ministra spraw wewnętrznych w gabinecie premiera Dumitru Braghișa. W latach 2002–2005 pełnił funkcję ambasadora Mołdawii w Rosji. Od 25 marca 2005 wchodzi w skład parlamentu i w latach 2005-2009 zajmował w nim stanowisko przewodniczącego Komisji Spraw Prawnych, Mianowań i Immunitetów.